# Ulrich Tukur
Ulrich Tukur (eigenlijk Ulrich Scheurlen) (Viernheim, 29 juli 1957) is een Duits acteur en muzikant. 

## Loopbaan
Tukur groeide op in Westfalen, Hessen en Nedersaksen. Tijdens zijn studie aan de universiteit van Tübingen (waar hij onder andere germanistiek en geschiedenis studeerde) werkte hij af en toe als muzikant en ontdekte hij het podium. In 1980 begon hij in Stuttgart aan de toneelschool.
In 1982 speelde hij in de film Die weiße Rose de rol van Willi Graf. Twee jaar later brak hij door bij de Volksbühne in Berlijn, waar hij in het toneelstuk Ghetto een SS-officier speelde. Voor die vertolking werd hij in 1988 door het theatermagazine Theater heute uitgeroepen tot 'Schauspieler des Jahres'.
In 2006 boekte hij succes in de met een Oscar bekroonde film Das Leben der Anderen, waarin hij samenspeelde met Ulrich Mühe en Sebastian Koch. De drie hadden eerder samengespeeld, in de film Amen uit 2002. In 2008 vertolkte Tukur in de film Séraphine de rol van kunstcriticus en -verzamelaar Wilhelm Uhde; in 2009 speelde hij in de film Within the Whirlwind (Mitten im Sturm). In 2012 vertolkte hij in de film Rommel het hoofdpersonage generaal Rommel en won daarvoor de Bambi 2012 in de categorie Nationaal Acteur (Schauspieler National).

## Privé
Ulrich Tukur woont in Venetië met zijn vrouw, de fotografe Katharina John. Uit zijn eerste huwelijk heeft hij twee dochters, Lilli en Marlene.

## Filmografie

### Bioscoop
- 1982: Die weiße Rose
- 1983: Die Schaukel
- 1984: Die Story
- 1988: Ballhaus Barmbek (regie: Christel Buschmann)
- 1988: Felix (episodefilm; regie: Christel Buschmann, Helke Sander, Helma Sanders-Brahms, Margarethe von Trotta)
- 1992: Der Demokratische Terrorist
- 1992: Die Spur des Bernsteinzimmers
- 1993: Wehner – die unerzählte Geschichte
- 1994: Rotwang muß weg!
- 1995: Mutters Courage
- 1995: Tränen aus Stein
- 1996: Charms Zwischenfälle (regie: Michael Kreihsl)
- 1996: Beim nächsten Kuß knall’ ich ihn nieder
- 2000: Heimkehr der Jäger
- 2001: Taking Sides – Der Fall Furtwängler
- 2002: Der Stellvertreter
- 2002: Solaris
- 2005: Le couperet
- 2006: Das Leben der Anderen
- 2007: 42plus
- 2007: Ein fliehendes Pferd
- 2007: Où est la main de l’homme sans tête
- 2008: Nordwand
- 2008: Séraphine
- 2009: John Rabe
- 2009: Das Vaterspiel
- 2009: Eden à l’Ouest
- 2009: Das weiße Band – Eine deutsche Kindergeschichte
- 2009: Mitten im Sturm
- 2010: Der große Kater
- 2011: Largo Winch II – Die Burma Verschwörung
- 2011: Das Schwein von Gaza
- 2012: Zettl
- 2013: Houston
- 2013: Exit Marrakech
- 2014: Week-ends (regie: Anne Villacèque)
- 2016: Gleißendes Glück
- 2017: Aus dem Nichts
- 2018: Grüner wird’s nicht, sagte der Gärtner und flog davon
- 2019: Adults in the room (régie: Costa-Gavras)
- 2019: Und wer nimmt den Hund?
- 2020: Der Überläufer
- 2021: Es ist nur eine Phase, Hase
- 2022: Plus que jamais
- 2022: Die Geschichte der Menschheit – leicht gekürzt

### Televisie
- 1986: Stammheim
- 1986: Lenz oder die Freiheit (televisie-vierdeler, aflevering Aufbruch)
- 1988: Das Milliardenspiel (televisie-tweedeler, regie: Peter Keglevic)
- 1991: Die Kaltenbach-Papiere (televisie-tweedeler)
- 1993: Das letzte U-Boot
- 1993: Glückliche Reise – Dominikanische Republik (televisieserie)
- 1993: Wehner – die unerzählte Geschichte
- 1995: Der Mörder und sein Kind (regie: Matti Geschonneck)
- 1995: Nikolaikirche
- 1996: Tatort: Perfect Mind – Im Labyrinth (televisieserie)
- 1997: Freier Fall (regie: Christian Görlitz)
- 1998: Kommissar Rex - Mosers Tod (2 delen) (televisieserie)
- 1998: Das Böse (regie: Christian Görlitz)
- 1999: Warten ist der Tod
- 2000: Bonhoeffer – Die letzte Stufe
- 2001: Die Verbrechen des Professor Capellari: Zerbrechliche Beweise (televisieserie)
- 2002: Tatort: Filmriss
- 2003: Tatort: Das Böse
- 2004: Stauffenberg
- 2004: Die fremde Frau (regie: Matthias Glasner)
- 2004: Mein Vater, meine Frau und meine Geliebte (regie: Michael Kreihsl)
- 2005: Die Nacht der großen Flut
- 2005: Die Luftbrücke – Nur der Himmel war frei
- 2005: Tatort: Der Teufel vom Berg
- 2006: Dornröschen erwacht (regie: Elmar Fischer)
- 2006: Das Schneckenhaus
- 2007: Mein alter Freund Fritz
- 2007: Rosa Roth – Der Tag wird kommen (driedelige televisieserie)
- 2008: Der Mann, dem die Frauen vertrauten – Der Serienmörder Horst David (regie: Walter Harrich)
- 2008: Die Frau aus dem Meer (regie: Niki Stein)
- 2010: Gier (televisie-tweedeler)
- 2010: Eichmanns Ende – Liebe, Verrat, Tod (Regie: Raymond Ley)
- sinds 2010: Tatort → zie Felix Murot
  - 2010: Wie einst Lilly
  - 2011: Das Dorf
  - 2013: Schwindelfrei
  - 2014: Im Schmerz geboren
  - 2015: Wer bin ich?
  - 2016: Es lebe der Tod
  - 2019: Murot und das Murmeltier
  - 2019: Angriff auf Wache 08
  - 2020: Die Ferien des Monsieur Murot
  - 2021: Murot und das Prinzip Hoffnung
  - 2022: Murot und das Gesetz des Karma
  - 2023: Murot und das Paradies
- 2011: Unter Verdacht: Rückkehr (televisieserie)
- 2012: Rommel
- 2013: Der Tote im Eis
- 2013: Pinocchio (Fernsehzweiteiler, Regie: Anna Justice)
- 2014: Die Auserwählten
- 2015: Grzimek
- 2015: Herr Lenz reist in den Frühling
- 2017: Die Lebenden und die Toten – Ein Taunuskrimi (tweedelige televisieserie)
- 2018: Der Mordanschlag (Fernsehzweiteiler)
- 2020: Ökozid
- 2020: Wild Republic (MagentaTV serie, 8 afleveringen)
- 2021: Meeresleuchten
- 2021: Mutter kündigt
- 2021: Stadtkomödie – Die Unschuldsvermutung (televisieserie)
- 2021: Faking Hitler (televisieserie)
- 2022: Gestern waren wir noch Kinder
- 2022: Bis zum letzten Tropfen

## Discografie

### Muziek
- 1989: Ulrich Tukur: Tanzpalast, CBS
- 1990: Ulrich Tukur speelt Erik in de musical Freudiana am Theater an der Wien
- 1994: Ulrich Tukur, Joachim Witt en Achim Reichel: Ein Freund bleibt immer Freund
- 1998: Ulrich Tukur & Die Rhythmus Boys: Meine Sehnsucht ist die Strandbar, Metronome
- 2001: Ulrich Tukur & Die Rhythmus Boys: Wunderbar, dabei zu sein, Tacheles! (Roofmusic, DE: )
- 2003: Ulrich Tukur & Die Rhythmus Boys: Morphium, Tacheles! (Roofmusic, DE: )
- 2003: Peter Lohmeyer & Fink met Ulrich Tukur: Bagdad Blues, Trocadero (Indigo)
- 2006: Ulrich Tukur & Die Rhythmus Boys: Musik hat mich verliebt gemacht, Roofmusic
- 2010: Ulrich Tukur: Mezzanotte, Deutsche Grammophon
- 2011: Ulrich Tukur & Die Rhythmus Boys: Musik für schwache Stunden, Trocadero (Indigo, DE: )
- 2012: Muziek in het luisterboek Roger Willemsen: Das müde Glück, voorgelezen door de auteur, Sofia Brandt en Matthias Brandt, Tacheles Verlag, Bochum; 1 cd, 47 minuten
- 2014: Ulrich Tukur & Die Rhythmus Boys: So wird's nie wieder sein: Lebendig im Konzert, Trocadero (Indigo)
- 2015: Ulrich Tukur & Die Rhythmus Boys: Let's Misbehave!, Trocadero (Indigo)

### Luisterboeken
- 1988: Die Verwirrungen des Zöglings Törleß van Robert Musil, Rowohlt (Kassette)
- 2000: Herr Ober, bitte einen Tänzer. Aus dem Leben eines Eintänzers van Billy Wilder, Patmos
- 2002: Der Frauenmörder van Hugo Bettauer, Roof Music
- 2002: Ich hab im Traum geweinet, Ulrich Tukur zingt en spreekt Heinrich Heine, begeleid door Efim Jourist Quartett, Hoffmann en Campe
- 2004: Gebrauchsanweisung für Italien van Henning Klüver, Roof Music
- 2004: Venedig (auteur en spreker), Hoffmann en Campe
- 2005: Die Verwirrungen des Zöglings Törleß van Robert Musil, Dhv der Hörverlag
- 2005: 36 Stunden. Die Geschichte vom Fräulein Pollinger van Ödön von Horváth, Tacheles
- 2006: Freiheit ist ein Werk von Worten van Dietrich Bonhoeffer, Random House Audio
- 2006: Rainer Maria Rilke – Die schönsten Gedichte van Rainer Maria Rilke, Argon Verlag
- 2009: Italienische Reise van Johann Wolfgang von Goethe, Coproduktion BR4
- 2009: Höre, mein Herz, de mooiste liefdesgedichten. Klavier: Alexander Raytchev, Audiobook
- 2009: Der Kopf des Georg Friedrich Händel. Vertelling door Gert Jonke met muziek van Georg Friedrich Händel, Cybele Records
- 2010: Kokain. Biografie, tekst, proza, brieven van Walter Rheiner, gesproken door Helmut Krauss, Marc Bator, Ulrich Tukur, Edition Apollon
- 2013: Die Spieluhr, van Ulrich Tukur, Hörbuch Hamburg
- 2022: Vom Erzählen – Poesie des Alltags, van Hermann Bausinger, Hirzel Verlag

- Biblioteca Nacional de España: XX1669162
- Bibliothèque nationale de France: cb139526082 (data)
- Catàleg d'autoritats de noms i títols de Catalunya: 981058526765406706
- CiNii: DA17434402
- Gemeinsame Normdatei: 123674670
- International Standard Name Identifier: 0000 0001 2142 2366
- Library of Congress Control Number: nr97026037
- MusicBrainz: 5be7e52e-99e6-4dca-a592-e1cb546eed2f
- Nationale Bibliotheek van Tsjechië: xx0064729
- Nationale Bibliotheek van Israël: 987007457093205171
- Nederlandse Thesaurus van Auteursnamen: 254961908
- SNAC: w6vd7jcx
- Système universitaire de documentation: 072276053
- Virtual International Authority File: 85720738
- WorldCat: E39PBJfGV6dPjHF4Wg7fk3myBP